# Bjurtjärns landskommun
Bjurtjärns landskommun var en tidigare kommun i Örebro län.

## Administrativ historik
Kommen bildades då 1862 års kommunalförordningar trädde i kraft, i Bjurtjärns socken i Karlskoga bergslags härad i Värmland.
Vi kommunreformen 1952 uppgick landskommunen i Ullvätterns landskommun som 1967 uppgick i Storfors köping som 1971 ombildades till Storfors kommun.

## Politik

### Mandatfördelning i Bjurtjärns landskommun 1938-1946
| 8 | 4 | 8 |

| 20 |

| 11 | 9 |

| 20 |

| 7 | 10 | 2 | 1 |

| 17 | 3 |